# Larmpiha
Larmpiha (Lipaugus vociferans) är en fågel i familjen kotingor inom ordningen tättingar.

## Utbredning och systematik
Fågeln förekommer från östra Colombia till södra Venezuela, Guyana, norra Bolivia samt amazonska och östra Brasilien. Den behandlas som monotypisk, det vill säga att den inte delas in i några underarter.

## Status och hot
Arten har ett stort utbredningsområde, men tros minska i antal, dock inte tillräckligt kraftigt för att den ska betraktas som hotad. Internationella naturvårdsunionen IUCN listar arten som livskraftig (LC).

## Kuriosa
Fågeln hade tidigare det högst uppmätta fågellätet med 116 dB. 2019 uppmättes dock den vita klockkotingan till 125 dB.